# Wilhelm Egckl
Wilhelm Egckl, také Wilhelm Egkl, (kolem 1520 – 16. dubna 1588 Mnichov) byl německý architekt a stavitel.

## Život
O jeho původu není nic známo, ale pravděpodobně se narodil v jižním Německu. Od roku 1550 byl  úředníkem mnichovské zbrojnice (Zeughaus) a v roce 1558 byl vévodou jmenován velitelem odpovědným za materiál a výzbroj (Zeugwart). V roce 1559 se stal dvorním stavitelem (Hofbaumeister) vévody Albrechta V. Bavorského. V letech 1559 až 1561 postavil v zahradě Augustiniánů (Augustinergarten) první jezuitskou kolej s gymnáziem. Současně byl postaven i Sankt Georgssaal v pevnosti Neuveste. Jedním z jeho hlavních děl je budova Marstall a Kunstkammer (dnes Alte Münze), postavená v letech 1563 až 1567. Je to významné raně renesanční dílo severně od Alp. Jeho plánovací práce se však nyní považují za kontroverzní. Byl pravděpodobně primárně zapojen do stavby jako výkonný stavitel, nikoli jako architekt. V roce 1585 ještě zahájil stavbu nové jezuitské koleje, ale upadl u dvora v nemilost a ve stejném roce jej nahradil německý řezbář, truhlář a architekt Wendel Dietrich (Augsburg, 1535–1622).
Mimo Mnichov se Egckl podílel na stavbě zámku Isareck nedaleko Freisingu (1562/63) a také zámku a pevnosti Ingolstadt, kde spolu s Georgem Sternem za vedení stavitele pevností Reinharda zu Solms vybudoval opevnění města. Hrabě Reinhard zu Solms (1491–1562) byl německý vojevůdce, vojenský inženýr a vojenský teoretik v době renesance.

## Stavby
- 1559–1561: Jezuitská kolej s gymnáziem v zahradě augustiniánů (Augustinergarten) v Mnichově
- do 1562: Slavnostní sál (Sankt Georgssaal) v pevnosti Neuveste
- 1563–1567: Budova s konírnou a uměleckou síní (Marstall- und Kunstkammerbau)
- 1569–1571: Antiquarium pro vévodskou knihovnu a sbírku starožitností
- 1585: Vedení stavby nové jezuitské koleje (Alte Akademie)
- 1562/63: Zámek Isareck (Schloss Isareck)
- 1570: Vedení stavby zámku Dachau (Schloss Dachau)
- 1574/75, 1578–1582, 1584/85: Výstavba zámku a pevnosti Ingolstadt (Schloss und Festung Ingolstadt)
- um 1578: Rekonstrukce prostoru pro modlitby jeptišek v klášterním kostele Kühbach (Nonnenchor der Kühbacher Kirche)